# Heinz Schwerin
Heinz Schwerin (geboren 4. Februar 1910 in Kattowitz/Oberschlesien; gestorben 3. Februar 1948 in Palästina) war ein deutscher Innenarchitekt und Kunsthandwerker, der 1931 am Bauhaus in Dessau studiert hatte. Nach der Machtergreifung der Nationalsozialisten floh er aus Deutschland und lebte ab 1935 in Palästina. Hier stellte er gemeinsam mit seiner Frau Ricarda Schwerin Kinderspielzeug aus Holz her. Heinz Schwerin gehört zu den etwa 25 ehemaligen Bauhaus-Angehörigen, die in den 1930er Jahren in das damals britische Mandatsgebiet Palästina einwanderten. Er ist der Vater der deutsch-israelischen Politikerin Jutta Oesterle-Schwerin und des israelischen Historikers Tom Segev.

## Leben
Heinz Schwerin war der Sohn eines wohlhabenden Unternehmer-Ehepaares jüdischer Herkunft. 1928 legte er an der Freien Schulgemeinde Wickersdorf seine Tischlergesellenprüfung ab. 1931 schrieb er sich zum Studium am Bauhaus in Dessau ein, wo er zwei Semester in der Bau-Ausbauwerkstatt und der Meisterklasse Ludwig Mies van der Rohe studierte. Schwerin war gewählter Studienvertreter und gehörte der Kommunistischen Studentenfraktion (Kostufra) am Bauhaus an. Nach einem Eklat um die Mitspracherechte der Studierenden im Winter 1931/1932 wurde er des Bauhauses ohne Diplom verwiesen und erhielt Hausverbot. Mit seiner Frau Ricarda Schwerin, die er am Bauhaus kennen gelernt hatte, ging er nach Berlin. Seine Frau war dort im Fotoatelier von Grete Stern und Ellen Auerbach tätig. 1933 zogen Heinz und Ricarda Schwerin nach Frankfurt am Main, wo beide ihr Studium an der Schule für freie und angewandte Kunst fortsetzten.
In der Zeit des Nationalsozialismus kam Heinz Schwerin wegen der Verteilung kommunistischer Flugblätter in Haft und konnte nach kurzer Zeit fliehen. Mit seiner Frau flüchtete er im Mai 1933 nach Prag, wo beide die Werbeagentur Hammer und Pinsel gründeten. Von dort emigrierten sie nach Genf und 1935 nach Ungarn. In Pécs heirateten sie am 25. Mai 1935. Die ehemaligen Bauhausschüler Etel Fodor-Mittag und Ernst Mittag waren Trauzeugen. Im August 1935 emigrierte das Ehepaar ins britische Mandatsgebiet Palästina und lebte in Jerusalem. Dort gründeten Heinz und Ricarda Schwerin 1936 eine Werkstatt zur Herstellung von Holzspielzeug. Einigen Quellen zufolge trug sie den Namen Schwerin Wooden Toys, anderen Quellen zufolge Pioneers of the Wooden Toy in Palestine. 1937 repräsentierte das Ehepaar mit ihrem Holzspielzeug das Mandatsgebiet Palästina auf der Pariser Weltfachausstellung. 1941 wurde die Tochter Jutta und 1945 wurde der Sohn Tom geboren. 1948 verunglückte Heinz Schwerin im Palästinakrieg als Kämpfer der Hagana tödlich.

## Rezeption
2013 widmete sich eine Ausstellung am Bauhaus Dessau mit dem Titel Vom Bauhaus nach Palästina: Chanan Frenkel – Ricarda und Heinz Schwerin dem Schaffen von Heinz Schwerin.